# Gilbert Talbot, 5. Baron Talbot

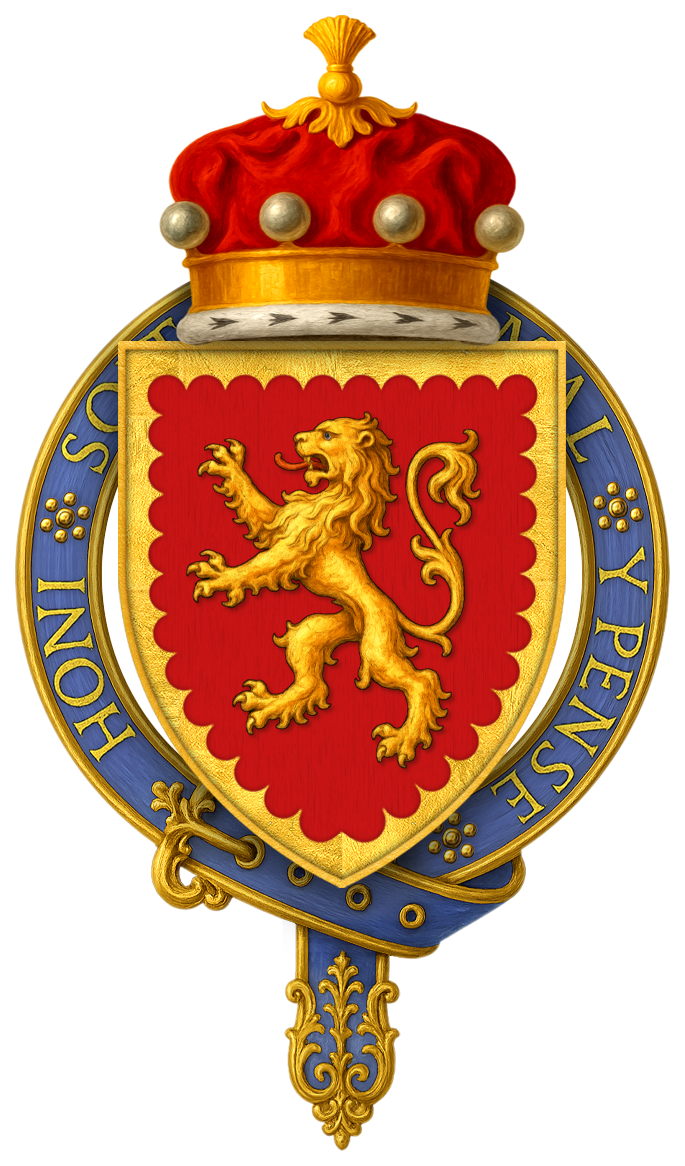
Wappen des Gilbert Talbot, 5. Baron Talbot

Gilbert Talbot, 5. Baron Talbot KG (* 1383; † 19. Oktober 1418 bei Rouen, Normandie) war ein englischer Adliger und Militär.

## Leben
Talbot war der älteste Sohn und Erbe von Richard Talbot, 4. Baron Talbot, und Ankaret Lestrange, 7. Baroness Strange of Blackmere.
1392 wurde er mit Joan of Woodstock (1384–1400), Tochter des englischen Prinzen Thomas of Woodstock, 1. Duke of Gloucester, verlobt und heiratete sie später. Diese starb bereits 1400, vielleicht im Kindbett.
Er war noch minderjährig, als er beim Tod seines Vaters im September 1396 dessen Adelstitel als 5. Baron Talbot erbte, und stand daher bis 1403 unter der Vormundschaft des Königs. Von 1404 bis 1413 nahm er im Dienst des Prince of Wales und späteren Königs Heinrich V., am Krieg in Wales gegen Owain Glyndŵr teil. Er kämpfte 1405 in der Schlacht von Grosmont und 1408/09 bei der Belagerung von Harlech Castle. 1408 wurde er als Knight Companion in den Hosenbandorden aufgenommen. 1413 hatte er das Amt des Chief Justice of Chester inne. Beim Tod seiner Mutter erbte er im Juni 1413 auch deren Adelstitel als 8. Baron Strange of Blackmere. Ab 1417 beteiligte er sich am Frankreichfeldzug König Heinrichs V. Er beteiligte sich an der Belagerung der Stadt Caen und wurde nach deren Eroberung 1418 zum Hauptmann der dortigen Burg ernannt. Im Laufe des Jahres 1418 und nahm an der Belagerung und Eroberung von Domfront und Caudebec teil und starb schließlich bei der Belagerung von Rouen.
In zweiter Ehe hatte er die portugiesische Adlige Beatrix Pinto geheiratet. Aus dieser Ehe hinterließ er eine Tochter, Ankaret Talbot (1416–1421), die seine Adelstitel erbte, aber noch minderjährig starb, woraufhin die Titel an seinen Bruder John Talbot, 6. Baron Furnivall, den späteren 1. Earl of Shrewsbury, fielen.